# Hirtenhaus (Achering)

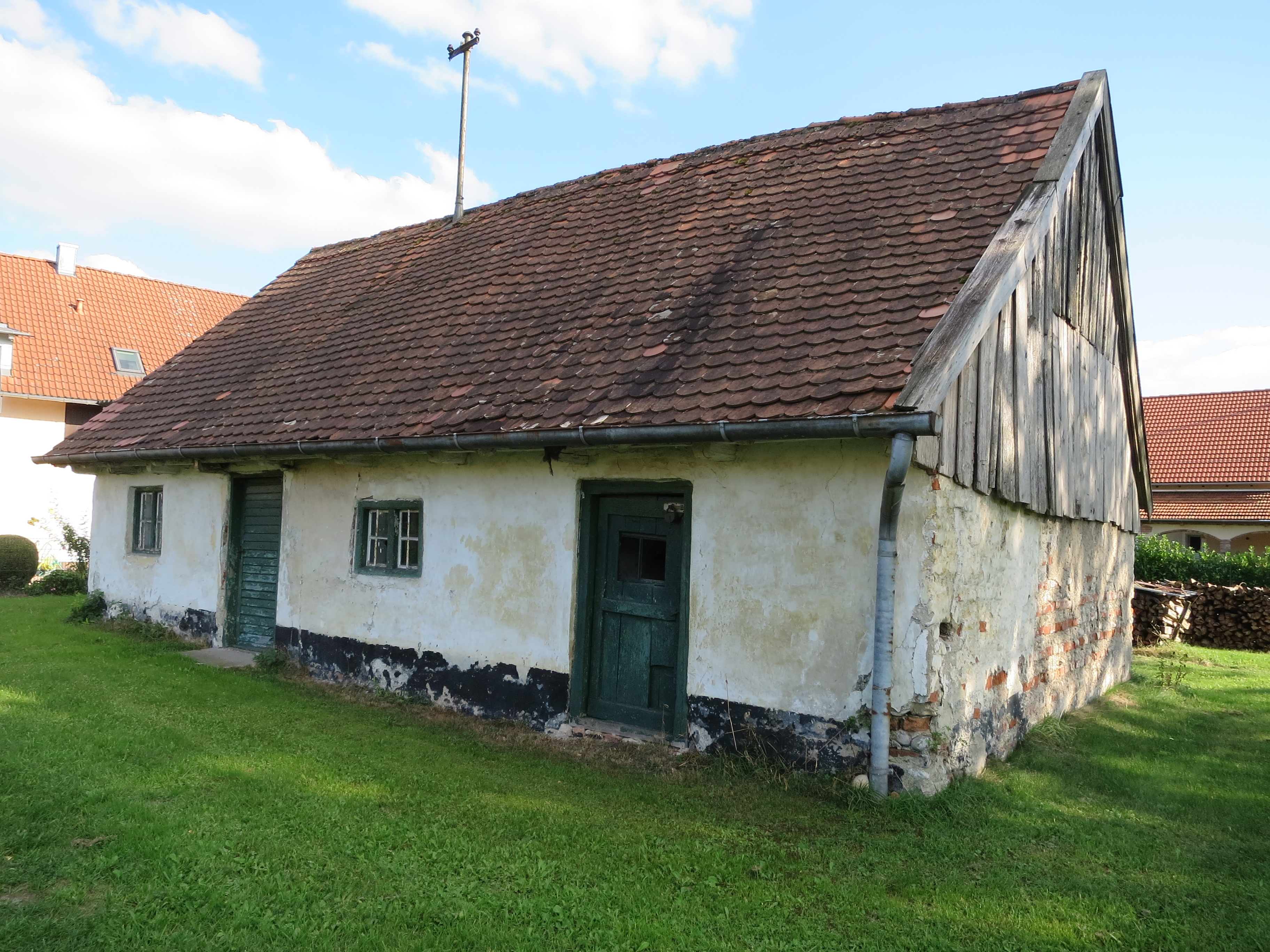
Ehemaliges Hirtenhaus in Achering

Das Hirtenhaus in Achering, einem Stadtteil von Freising im oberbayerischen Landkreis Freising, ist ein ehemals von einem Hirten bewohntes und später als Gemeindearmenhaus benutztes Gebäude. Das Haus mit der Adresse Jägersteig 5 wurde im späten 18. Jahrhundert errichtet. Es ein geschütztes Baudenkmal.
Der erdgeschossige Greddachbau hat originale Türen und Fenster.